# Friedrich-Carl Bruns

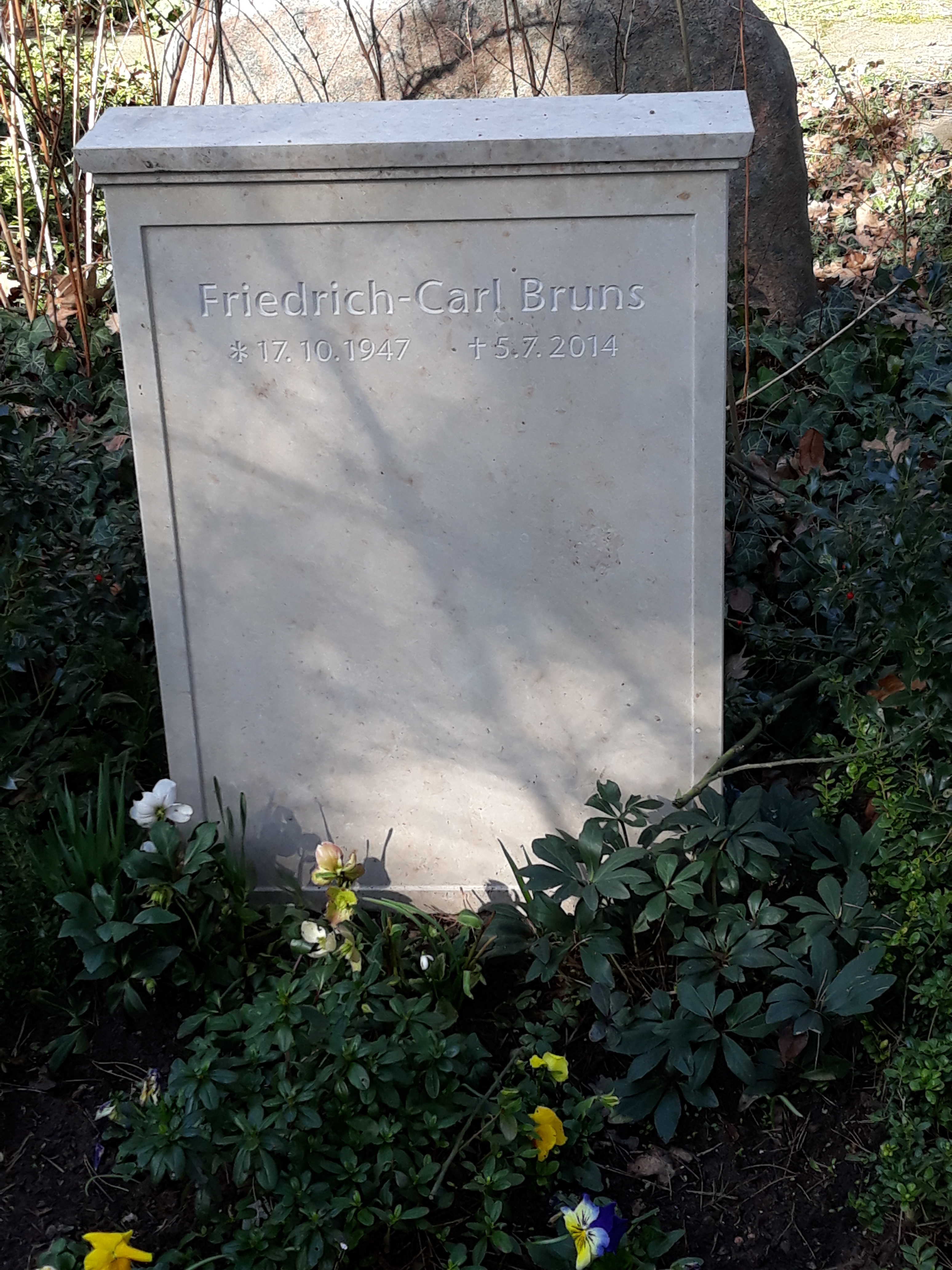
Das Grab von Friedrich-Carl Bruns auf dem Friedhof Hermsdorf in Berlin.

Friedrich-Carl Bruns (* 17. Oktober 1947 in Düren; † 5. Juli 2014 in Berlin) war ein deutscher Diplomat. Von 2011 bis 2012 war er Ständiger Vertreter der Bundesrepublik Deutschland bei den UN-Organisationen in Rom.

## Leben
Von 1955 bis 1959 besuchte er die Städtische Gemeinschaftsgrundschule Martin Luther in Düren, danach das Wirteltorgymnasium in Düren bis zum Abitur 1966. Von 1967 bis 1968 leistete er bei der Bundesmarine seinen Wehrdienst ab und wurde Reserveoffizier. Zuletzt war er Korvettenkapitän der Reserve. Er begann 1968 Rechtswissenschaft an der Georg-August-Universität Göttingen zu studieren und wurde im Corps Saxonia Göttingen aktiv. 1970 wechselte er an die Rheinische Friedrich-Wilhelms-Universität Bonn. 
1973 absolvierte er die Erste Juristische Staatsprüfung in Köln und war im Anschluss als Rechtsreferendar am Oberlandesgericht Braunschweig und als Wissenschaftlicher Angestellter an der Technischen Universität Braunschweig tätig. 1976 folgte die Assessorprüfung in Hannover. Von 1977 bis 1979 war er Trainee bei der Deutschen Bank AG in Frankfurt.
Nach dem Eintritt in den Auswärtigen Dienst 1979 folgten Verwendungen in der Rechtsabteilung des Auswärtigen Amtes (als Referent für Zivilrecht) und an der Botschaft in Kenia (als Referent für Politik und die Internationale Organisationen UNEP und HABITAT). Von 1986 bis 1989 war Bruns Ständiger Vertreter des Botschafters in Niger. Danach war er an der Botschaft in Frankreich als Referent für Wirtschaft und anschließend für Kultur tätig. 1991 wurde er Stellvertretender Leiter des Medienreferates des Auswärtigen Amtes, bevor er dann 1994 Generalkonsul in Kapstadt/Südafrika wurde. Von Ende 1999 bis 2001 war er zunächst Ständiger Vertreter des Botschafters in Nigeria (Lagos) und im Anschluss bis 2002 Leiter der Außenstelle Lagos und gleichzeitig Ständiger Vertreter des Botschafters in Nigeria (Abuja). Von 2002 bis 2003 war Bruns Berater für multilaterale Kulturpolitik, anschließend Leiter des Referats für die Deutsche Welle, Print- und AV-Medien im Auswärtigen Amt. Von 2005 bis 2008 war er Leiter des Generalkonsulates Kanton/China. 2008 bis 2010 leitete er das Generalkonsulat in Bordeaux (Frankreich). Danach wechselte er als Berater des Wissenschaftsreferats in die Botschaft in Rom. Von 2011 bis 2012 war er im Rang eines Botschafters Leiter der ebenfalls in Rom ansässigen Ständigen Vertretung Deutschlands bei den UN-Organisationen FAO, WFP und IFAD.
Nach seinem Eintritt in den Ruhestand war er als Rechtsanwalt niedergelassen. Daneben betrieb er eine international tätige Beratungsgesellschaft und als ausgebildeter Sommelier einen Weinhandel.